# Vysoký Újezd (district de Beroun)
Pour les articles homonymes, voir Vysoký Újezd.
Vysoký Újezd (en allemand : Hoch Aujest) est une commune du district de Beroun, dans la région de Bohême-Centrale, en Tchéquie. Sa population s'élevait à 1 006 habitants en 2020.

## Géographie
Vysoký Újezd se trouve à 10 km à l'est-nord-est de Beroun et à 19 km au sud-ouest du centre de Prague.
La commune de Vysoký Újezd se compose de deux sections séparées par la commune de Lužce. La section située au nord est limitée par Nučice, Mezouň et Tachlovice au nord, par Chýnice et Roblín à l'est, par Mořina et Lužce au sud, et par Loděnice à l'ouest. La section située au sud est limitée par Lužce au nord, par Mořina à l'est et au sud, par Karlštejn au sud-ouest, et par Bubovice à l'ouest.

## Histoire
La première mention écrite de la localité date de 1310.